# Tropic Thunder
Tropic Thunder  (no Brasil, Trovão Tropical; em Portugal, Tempestade Tropical) é um filme norte-americano de 2008 dos gêneros comédia e ação co-escrita, co-produzida e dirigida por Ben Stiller, sendo estrelada por Stiller, Robert Downey, Jr. e Jack Black. O enredo principal gira em torno de um grupo de três atores que estão fazendo um filme sobre a Guerra do Vietnã. Quando seu diretor e roteirista frustrados decidem jogá-los no meio da selva, eles são forçados a interpretar seus papéis sem os confortos de um cenário de filmagem e confiarem em suas habilidades de atuação para sobreviver a um perigo real e ação verdadeira. Também escrito por Justin Theroux e Etan Cohen, o filme foi produzido pela Red Hour Productions e distribuído pela DreamWorks Pictures através da Paramount Pictures.
A ideia de Stiller para o filme se originou enquanto ele interpretava um papel pequeno em Império do Sol (1987), e mais tarde chamou Theroux e Cohen para ajudá-lo a completar o roteiro. Depois do filme receber aprovação em 2006, as filmagens ocorreram em 2007 na ilha havaiana de Kauai por um período de treze semanas que foi mais tarde considerada a maior produção cinematográfica feita na história da ilha. Tropic Thunder teve uma extensa campanha de divulgação viral, incluindo websites falsos para os personagens principais e para seus filmes ficcionais, um especial de televisão ficcional e a venda da bebida energética divulgada no filme, "Booty Sweet". Antes de seu lançamento, o filme foi critícado por grupos de advogados devido a sua representação de retardamento mental.
Tropic Thunder recebeu resenhas geralmente favoráveis, com os críticos de cinema aprovando seus personagens, a história e os trailers falsos, embora criticassem seu conteúdo ofensivo. A trilha sonora do filme foi lançada em 5 de agosto de 2008, antes da estréia. Em seu fim de semana de lançamento na América do Norte, o fime arrecadou US$ 26 milhões ficando em primeiro lugar nas bilheterias, permanecendo no topo pelos próximos dois finais de semana. O filme e seu elenco foram indicados para vários prêmios de diversas cerimônias, incluindo o Screen Actors Guild, a Broadcast Film Critics Association e a Academia de Artes e Ciências Cinematográficas. Tropic Thunder arrecadou mais de US$ 190 milhões nos cinemas mundialmente, se tornando um sucesso comercial.

## Enredo
O livro de memórias "Tropic Thunder", escrito por John "Quatro Folhas" Tayback, está virando um filme. Com a exceção do novato Kevin Sandusky, o ator de ação em decadência Tugg Speedman, o cinco vezes vencedor do Oscar e metódico Kirk Lazarus, o rapper Alpa Chino e o comediante viciado em drogas Jeff Portnoy, agem irracionalmente durante as filmagens. O diretor Damien Cockburn, em seu primeiro trabalho, não consegue controlar o elenco durante as filmagens de uma enorme cena de batalha e com apenas cinco dias de produção o cronograma já está atrasado em um mês. Cockburn recebe ordens do executivo do estúdio Les Grossman de colocar as filmagens de volta nos trilhos, ou arriscar o cancelamento da produção.
Seguindo orientações de Quatro Folhas, Cockburn deixa os atores no meio de uma selva, onde ele instalou câmeras escondidas e armou explosões de efeitos especiais para filmar no "estilo guerrilha". O elenco está equipado de armas com balas de festim, junto com um mapa e uma lista de cenas para guiá-los de volta ao helicóptero, que está esperando no final da rota. Sem o conhecimento dos atores e da produção, a equipe foi deixada no meio do Triângulo Dourado, casa dos Dragões Flamejantes, uma gangue produtora de heroína. Pouco antes do grupo começar as filmagens, os cinco atores são surpreendidos ao ver Cockburn explodir depois de pisar em uma mina. Speedman, acreditando que Cockburn fingiu sua morte, convence Chino, Portnoy e Sandusky que ele está vivo e que ainda estão gravando o filme. Lazarus não fica convencido, porém, se junta aos outros na jornada pela selva.
Quando Quatro Folhas e o operador pirotécnico Cody Underwood tentam localizar o diretor morto, eles são capturados pelos Dragões Flamejantes, momento onde Quatro Folhas admite que ele forjou a história de seu livro de memórias e que suas mãos de gancho são falsas. Enquanto os atores continuam pela selva, Lazarus e Sandusky descobrem que Speedman os está levando para a direção errada. Os quatro atores, cansados de andar pela selva e esperando serem resgatados, abandonam Speedman, que continua sozinho até ser capturado pelos Dragões Flamejantes, sendo levado para a fábrica de heroína. Acreditando ser o prisioneiro do campo de guerra do roteiro, ele continua a achar que está sendo filmado. A gangue descobre que ele é o astro de seu filme favorito, o fracasso "Simple Jack", e o forçam a reencená-lo várias vezes. Enquanto isso, em Los Angeles, Rick Peck, agente de Speedman, tenta negociar com um desinteressado Grossman um termo não cumprido do contrato que garante ao ator um TiVo nas gravações. Os Dragões Flamejantes ligam e exigem um resgate por Speedman, porém Grossman deprecia toda a gangue. Apesar das inúmeras ameaças que fez contra os Dragões Flamejantes, Grossman mostra nenhum interesse em resgatar Speedman e tenta convencer Peck sobre os benefícios de deixar que o ator morra para coletar o seu seguro. Grossman oferece a Peck um jato Gulfstream V e dinheiro em troca de sua cooperação.
Lazarus, Chino, Sandusky e Portnoy descobrem a fábrica de heroína dos Dragões Flamejantes. Depois de verem Speedman ser torturado, eles planejam uma tentativa de resgate baseada no roteiro do filme. Lazarus finge ser um fazendeiro que capturou Portnoy, distraindo os guardas para que Chino e Sandusky possam localizar onde os prisioneiros são mantidos. Depois da gangue notar inconsistências na história de Lazarus, os atores abrem fogo na gangue, subjugando-os temporariamente. Quando a gangue percebe que os atores estão usando armas com balas de festim, eles respondem com tiros.
Os quatro atores localizam Quatro Folhas, Underwood e Speedman e cruzam uma ponte com explosivos montados previamente por Quatro Folhas para chegarem ao helicóptero de Underwood. Speedman pede para ser deixado para trás com a gangue, uma vez que agora ele a considera sua família por conta do reconhecimento de seu trabalho em "Simple Jack", porém, rapidamente retorna com os Dragões Flamejantes o perseguindo. Quatro Folhas detona a ponte, permitindo que Speedman escape em segurança, contudo, quando o helicóptero levanta voo, a gangue atira um míssil neles. Peck inesperadamente aparece da selva carregando um TiVo que ele joga no caminho do míssil, salvando todos. Os atores e a equipe retornam à Hollywood, onde as imagens das câmeras escondidas são compiladas em um filme, "Tropic Blunder", que se torna um enorme sucesso de crítica e bilheteria. Speedman vence seu primeiro Oscar, com Lazarus o entregando.

## Elenco
- Robert Downey, Jr. como Kirk Lazarus: comparado a Russell Crowe,[3] um incrivelmente talentoso ator australiano. Metódico cinco vezes vencedor do Oscar, Lazarus fez uma controvérsa cirurgia para enegrecer sua pele para sua interpretação do personagem negro Sargento Lincoln Osiris. Lazarus se recusa a sair do personagem em qualquer circunstância durante as filmagens, falando apenas no Inglês Negro de Osiris, irritando seu colega negro de elenco, Alpa Chino. O trailer falso do filme "Satan's Alley" de Lazarus, sobre dois monges homossexuais do século XII, parodia filmes como O Segredo de Brokeback Mountain e as cenas de Downey, Jr. com Tobey Maguire (que interpreta o outro monge) no filme Wonder Boys.[4]
- Ben Stiller como Tugg Speedman: comparado a um jovem Sylvester Stallone,[3] é o astro de filmes de ação mais bem pago e mais bem sucedido da história devido a sua franquia "Scorcher". No entanto, atualmente ele tem a reputação de aparecer apenas em bombas de bilheteria, e depois de fracassar em interpretar um papel sério em "Simple Jack", se junta ao elenco de "Tropic Thunder" para tentar salvar sua carreira, assumindo o papel de Quatro Folhas Tayback. O primeiro trailer falso do filme é para "Scorcher VI", o mais recente da série.
- Jack Black como Jeff Portnoy: ele é um ator comediante viciado em drogas conhecido por interpretar múltiplos papéis e usar flatulências em filmes. No filme dentro do filme, ele interpreta um soldado chamado Fats. O trailer falso de "The Fatties: Fart 2" de Portnoy, sobre uma família onde cada membro é interpretado por Portnoy, parodia a interpretação de Eddie Murphy de múltiplos personagens em Nutty Professor II: The Klumps.[5][6][7]
- Brandon T. Jackson como Alpa Chino: um rapper que está tentando se tornar um ator, interpretando um soldado chamado Motown, enquanto promove sua barra de cereal "Bust-A-Nut" e o energético "Booty Sweat". Ele acidentalmente revela ser homossexual e que está apaixonado por Lance Bass em uma conversa com Lazarus. Seu nome é uma brincadeira com o do ator Al Pacino.[8] Antes dos trailers falsos, um comercial falso para "Booty Sweat" e "Bust-A-Nut" aparece, acompanhado pela música "I Love Tha Pussy".
- Jay Baruchel como Kevin Sandusky: o único membro do elenco que leu o roteiro e o livro e participou do treinamento antes das filmagens. Ele revela possuir uma queda por Jennifer Love Hewitt durante uma conversa. Sandusky interpreta um soldado chamado Brooklyn e é o único ator sem nenhum conflito pessoal ou insegurança.
- Nick Nolte como John "Quatro Folhas" Tayback: o autor de "Tropic Thunder", um livro de memórias sobre suas experiências na guerra que o filme dentro do filme é baseado, que tem a ideia de jogar os atores no meio da selva. Quando ele é capturado pelos Dragões Flamejantes, é revelado que mentiu sobre ser um veterano de guerra e ter perdido suas mãos, e que na verdade serviu apenas na Guarda Costeira.
- Steve Coogan como Damien Cockburn: o diretor britânico sem experiência que é incapaz de controlar os atores do filme. Ele os deixa no meio da selva para finalizar o filme, em um estilo documentário sem os confortos de um cenário, porém, acaba pisando em uma mina francesa da década de 1950, morrendo instantaneamente.
- Danny McBride como Cody Underwood: o especialista de explosivos piromaníaco do filme e piloto de helicóptero. Ele ajuda Quatro Folhas e Cockburn a deixar os atores na selva. Idolatra Quatro Folhas e fica desiludido quando descobre que ele mentiu sobre seu serviço militar.
- Matthew McConaughey como Rick Peck: o extremamente devotado agente de Speedman e seu melhor amigo.
- Tom Cruise como Les Grossman: o executivo do estúdio que está produzindo "Tropic Thunder".
- Bill Hader como Rob Slolom: assistente e braço direito de Grossman.
- Brandon Soo Hoo como Tran: o jovem líder dos Dragões Flamejantes e o antagonista principal do filme.
- Reggie Lee como Byong: o número dois dos Dragões Flamejantes.

Vários atores e celebridades interpretam eles mesmos, incluindo Tobey Maguire, Tyra Banks, Maria Menounos, Martin Lawrence, Tom Hanks, Sean Penn, Jason Bateman, Lance Bass, Jennifer Love Hewitt, Alicia Silverstone e Jon Voight. Christine Taylor, Mini Andén, Anthony Ruivivar e Yvette Nicole Brown têm papéis como personagens pequenos no filme.

## Produção

### Concepção e escrita do roteiro
...Eu sinto que o tom do filme é próprio. Acho que existem elementos de sátira, mas não acho que deva ser categorizado assim. Há elementos de paródia nisso, mas obviamente não acho que seja só isso. Eu sinto que espero que seja algo próprio, que tem muitas coisas familiares com as quais estamos tocando.

—Stiller reagindo ao filme ser chamado de paródia.
Ben Stiller desenvolveu a premissa de Tropic Thunder durante as filmagens de Império do Sol em 1987, no qual desempenhou um pequeno papel. Stiller queria fazer um filme baseado nos atores que ele conhecia e que, depois de participarem de campos de treinamento para se prepararem para papéis em filmes de guerra, tornaram-se "presunçosos" e "envolvidos em si mesmos" e pareciam acreditar que tinham feito parte de uma verdadeira unidade militar.
O co-roteirista Justin Theroux revelou que o conceito inicial do roteiro era fazer com que os atores fossem para um campo de treinamento simulado e retornassem com transtorno de estresse pós-traumático. O roteiro final foi desenvolvido para satirizar filmes sobre a Guerra do Vietnã, como Apocalypse Now, Rambo, Missing in Action, Platoon, Nascido para Matar, Hamburger Hill e The Deer Hunter. Theroux apontou que, como os espectadores tinham uma maior consciência do funcionamento interno de Hollywood devido aos sites de celebridades e às fontes de notícias de Hollywood, o roteiro se tornou mais fácil de escrever. O diálogo para partes improvisadas do storyboard foi desenvolvido no set pelos atores ou foi improvisado em sua maioria.

### Escolha de elenco
O plano original de Stiller era escalar Keanu Reeves como Tugg Speedman e ele mesmo como Rick Peck. Etan Cohen criou o papel de Kirk Lazarus como uma forma de satirizar os grandes esforços que alguns atores metódicos percorrem para representar um papel. Robert Downey Jr. foi abordado por Stiller sobre o papel enquanto estava de férias no Havaí. Downey disse no programa The Early Show da CBS que sua primeira reação foi: "Esta é a ideia mais estúpida que já ouvi!", a qual Stiller respondeu: "Sim, eu sei. Não é ótimo?". Em outra entrevista, Downey disse que aceitou o papel, mas, não tendo ideia de onde ou mesmo como começar a construir o personagem Lazarus, acabou optando pelo dialeto inglês afro-americano e uma voz de baixo irregular; ele então imitou a voz de Lazarus por telefone para Stiller, que aprovou a caracterização imediatamente. Downey revelou que modelou o personagem com base nos atores Russell Crowe, Colin Farrell e Daniel Day-Lewis. O roteiro inicial foi escrito para que o personagem de Downey fosse irlandês, mas foi alterado depois que Downey afirmou que poderia improvisar melhor o sotaque do personagem como australiano, tendo anteriormente interpretado um personagem australiano estranho semelhante no filme de 1994 Natural Born Killers. A prática de Downey de permanecer no personagem entre as tomadas e até mesmo fora do set de filmagem também foi incluída no roteiro de atuação de seu personagem. Downey precisou de uma hora e meia a duas horas para realizar a aplicação de sua maquiagem. De acordo com Downey: "Um maquiador começava de um lado do meu rosto e um segundo maquiador começava do outro lado até que eles terminassem o trabalho no meio".
Downey reconheceu a potencial controvérsia sobre seu papel: "No final das contas, é sempre uma questão de quão bem você se compromete com o personagem. Se eu não achasse que era moralmente correto, ou que seria facilmente mal interpretado como C. Thomas Howell [em Soul Man], eu teria ficado em casa". O co-astro Brandon T. Jackson declarou: "Quando li o roteiro pela primeira vez, pensei: 'O quê? Isso é um blackface?' Mas quando o vi [atuar], ele, tipo, se tornou um homem negro... Foi simplesmente uma boa atuação. Foi estranho no set porque ele continuaria com o personagem, pois ele é um ator metódico". Stiller comentou sobre a interpretação de Downey de um ator branco interpretando um homem negro: "Quando as pessoas veem o filme, no contexto do próprio filme, ele está interpretando um ator metódico que se esforçou ao máximo para interpretar um negro. O filme está alfinetando atores renomados e mostra como eles se levam tão a sério". Stiller mostrou uma prévia do filme para a NAACP, onde vários jornalistas negros reagiram positivamente ao personagem.
Tom Cruise foi inicialmente definido como o agente do personagem de Stiller, Rick Peck. Em vez disso, Cruise sugeriu adicionar um personagem principal do estúdio e a ideia foi incorporada ao roteiro. Stiller e Cruise trabalharam juntos para criar um novo personagem, resultando em Les Grossman, um empresário de meia-idade e executivo do estúdio. O papel exigia que Cruise usasse um macacão inflável, grandes mãos protéticas e um boné careca. A ideia de dar mãos grandes ao personagem e fazê-lo dançar "Low" em uma cena do filme veio do próprio Cruise. Stiller pretendia manter o papel de Cruise em segredo até o lançamento do filme. Além disso, a Paramount Pictures recusou-se a divulgar fotos promocionais do personagem de Cruise para a mídia. Em novembro de 2007, imagens de Cruise usando um capacete careca e um macacão apareceram na revista Inside Edition, bem como na Internet. Os advogados de Cruise ameaçaram abrir um processo se fotos mostrando Cruise fantasiado fossem publicadas. Eles abordaram vários sites que hospedavam as imagens e rapidamente as removeram. Um representante de Cruise declarou: "A aparição do Sr. Cruise deveria ser uma surpresa para seus fãs em todo o mundo. Os paparazzi arruinaram o que deveria ter sido uma descoberta divertida para os espectadores". A agência fotográfica INF, que vazou as imagens, respondeu com uma declaração: "Embora essas fotos tenham sido tiradas sem violar qualquer crime ou leis privadas, decidimos retirá-las de circulação com efeito imediato".
Servindo como substituto de última hora, Tobey Maguire ficou disponível para ficar no set por apenas duas horas para rodar suas curtas cenas no trailer do fictício filme "Satan's Alley". Downey disse que ficou surpreso por Maguire concordar em fazer o filme e sentiu que eles estavam criando uma "recompensa cármica" para suas cenas juntos no filme Wonder Boys de 2000, onde o personagem de Downey tem um caso de uma noite com o personagem de Maguire. Depois que Cruise deixou o papel de Rick Peck, Owen Wilson foi escalado para interpretar o papel. Após sua tentativa de suicídio em agosto de 2007, Wilson desistiu do filme e foi substituído por Matthew McConaughey.

### Filmagens
Embora o sul da Califórnia e o México tenham sido considerados para a unidade principal de filmagem, a ilha havaiana de Kauai (onde Stiller morava) foi selecionada para a maior parte das filmagens. Kauai foi escolhida em vez do México porque um crédito fiscal para gastos no estado foi negociado com a Kauai Film Commission. John Toll, o diretor de fotografia do filme, afirmou que a ilha também foi selecionada por sua semelhança com o Vietnã, com base em sua folhagem densa, variedade de terrenos e clima. O local havia sido cogitado como locações do filme ainda em 2004. Stiller passou mais de 25 horas durante seis semanas explorando a ilha, usando quadriciclos, barcos e helicópteros. Depois que o filme recebeu sinal verde da DreamWorks em 2006, a pré-produção durou seis meses; a maior parte desse tempo foi gasto na busca de locais adicionais para filmagem. As filmagens ambientadas em Los Angeles e cenas internas ocorreram nos sets da Universal Studios em Hollywood.

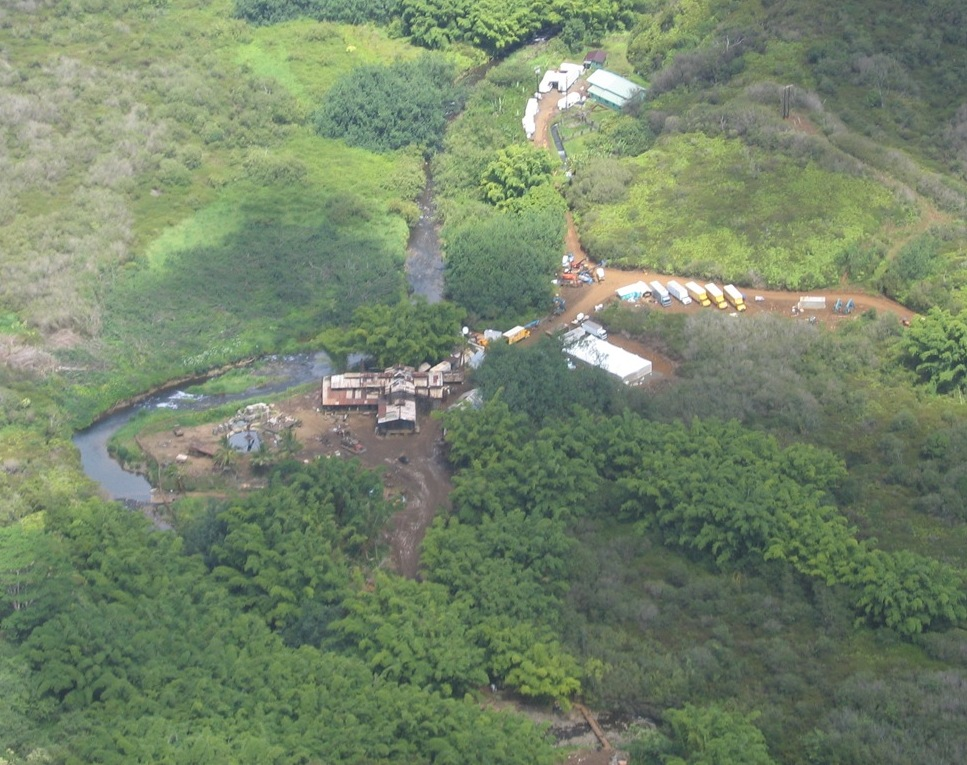
Vista aérea das locações de Tropic Thunder no Kauai, Havaí, em setembro de 2007.

Tropic Thunder foi a primeira grande produção cinematográfica a ser rodada no Kauai desde os filmes da franquia Jurassic Park. Após a conclusão das filmagens, foi considerada a maior produção filmada na ilha até então, o que contribuiu diretamente com mais de US$ 60 milhões para a economia local. Tim Ryan, editor executivo da Hawaii Film & Video Magazine, comentou sobre as filmagens na ilha: "Acho que Tropic Thunder dará a Kauai a publicidade devidamente necessária e há muito tempo desejada... Isso deverá colocar Kauai de volta no mapa das locações de filmes". As equipes de produção preliminares estiveram na ilha a partir de dezembro de 2006 e a fotografia principal começou em julho de 2007, com as filmagens durando treze semanas em sete locações distintas na ilha. Grande parte das filmagens ocorreu em terras privadas, bem como em áreas designadas com status de conservação. Os produtores convocaram cerca de quinhentos residentes da ilha para retratar os bandidos do Dragões Flamejantes. Duas unidades realizaram cenas simultaneamente na ilha a partir do solo e uma unidade aérea filmou tomadas de helicópteros. Muitos dos cenários e a ponte usada para uma das cenas finais foram construídos em três meses. O clima instável da ilha prejudicou as filmagens devido a problemas de chuva e iluminação. A produção também enfrentou complicações nas movimentações dos equipamentos do set e do elenco devido ao terreno difícil.
A empresa de consultoria cinematográfica Warriors Inc. foi contratada para garantir que as cenas de guerra, incluindo os trajes usados pelos atores, parecessem autênticas. Ex-militares dos Estados Unidos ensinaram aos atores como manusear, disparar e recarregar suas armas, bem como realizar diversos movimentos táticos. A cena de abertura da guerra foi filmada durante três semanas e exigiu cinquenta dublês.

### Efeitos
Seis empresas trabalharam em diferentes cenas e elementos; foram criadas quinhentas tomadas de efeitos visuais no filme. Às vezes, os horários dos trabalhos eram alterados semanalmente devido às reações do público-teste nas exibições. A CIS Visual Effects Group ajudou com o falso trailer de "Scorcher VI", além de vinte cenas adicionais para divulgações do lançamento do filme para mídia doméstica. Para expandir a comédia do filme, algumas das explosões e acidentes foram embelezados para parecerem mais destrutivos. O supervisor de efeitos visuais Michael Fink refletiu sobre as explosões exageradas: "Trabalhamos muito utilizando computação gráfica para fazer a explosão da queda do helicóptero parecer bem real. Ben foi inflexível quanto a isso, mas ao mesmo tempo queria que as explosões fossem enormes. Quando você vê que caiu no chão, foi como se estivesse cheio de gasolina! Foi a mesma coisa com o personagem sargento de Ben, que quase intercepta uma granada de mão... Eu estive no exército por três anos e nenhuma granada de mão faria uma explosão daquelas... Mas foi um grande momento dramático e pareceu muito legal... E parece meio real".
Filmar a grande explosão de napalm na cena de abertura do filme exigiu uma fileira de potes explosivos de 450 pés (137 metros) contendo 1.100 galões (4.165 litros) de gasolina e óleo diesel. Todas as palmeiras utilizadas na explosão foram movidas para o local específico após a produção determinar o impacto da iluminação e os ângulos de câmera necessários. Devido ao tamanho e custo da explosão, que duraria apenas 1,25 segundos, a cena foi realizada apenas uma única vez e foi capturada por doze câmeras. Para a segurança da produção e do elenco, os detonadores foram adicionados uma hora antes da explosão e ninguém foi autorizado a estar a menos de quatrocentos pés (120 m) durante a detonação. A explosão foi composta por doze explosões individuais e resultou em uma nuvem em forma de cogumelo que atingiu 350 pés (110 m) no ar. Para a cena do filme, o personagem de Danny McBride, Cody Underwood, foi o único ator mostrado na cena da explosão; todos os outros personagens foram adicionados digitalmente. A explosão da ponte em uma das cenas finais usou nove câmeras para capturar a cena; durante a mesma, a produção foi obrigada a estar a 3.000 pés (910 m) de distância por questões de segurança.

## Promoção do filme

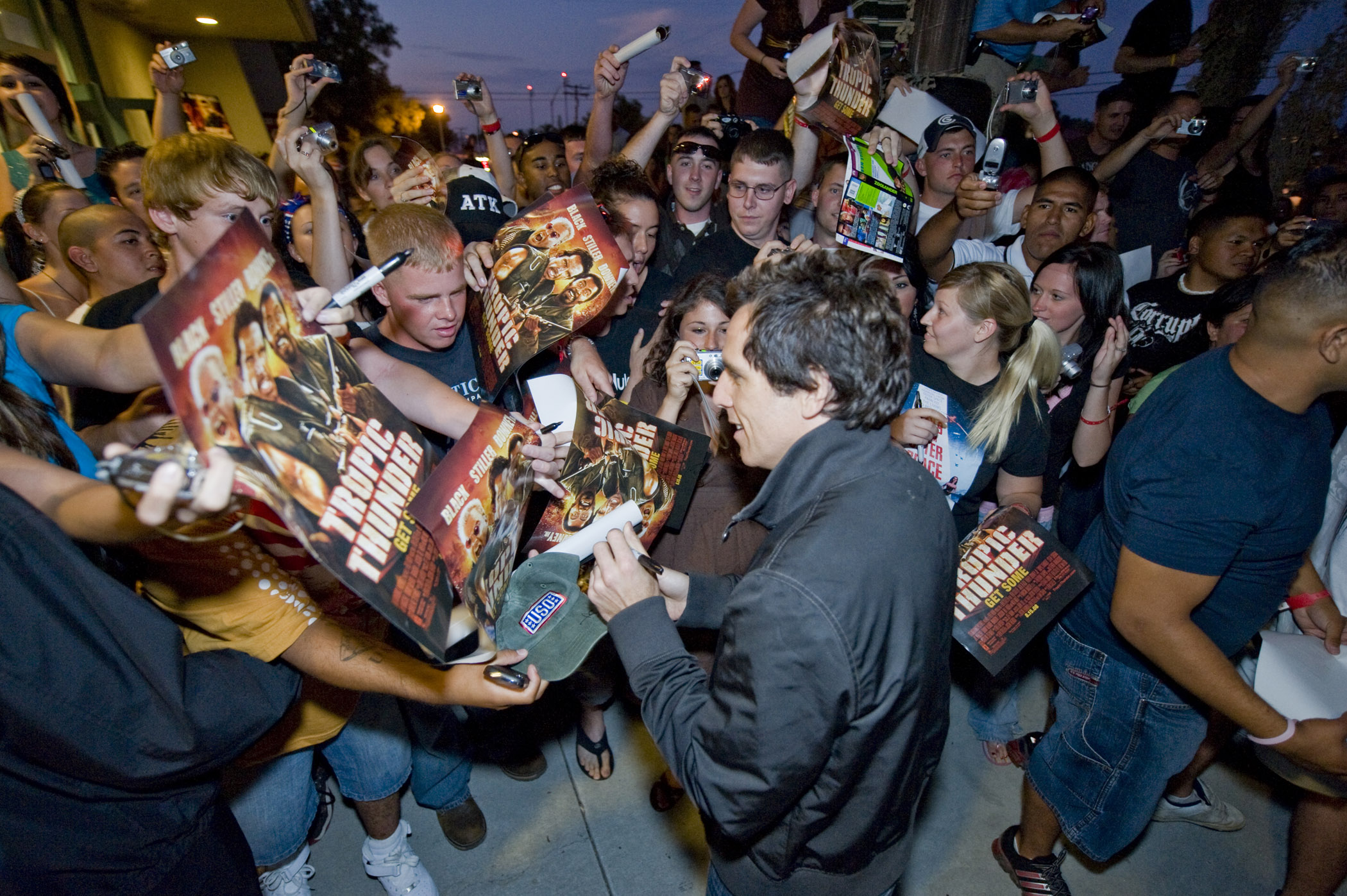
Ben Stiller dando autógrafos na estreia do filme em Camp Pendleton

Um trailer do filme foi lançado em abril de 2008. O jornal canadense Calgary Herald deu-lhe uma classificação de 3/5, comentando: "Isso pode ser bom ou muito, muito ruim". Gary Susman da revista Entertainment Weekly questionou se o filme iria "[...] se transformar precisamente no tipo de monstruosidade de ação inchada da qual está zombando". O trailer recebeu o prêmio de "Melhor Trailer de Comédia" durante a nona cerimônia do Golden Trailer Awards.
Stiller, Downey e Black apareceram no final da sétima temporada do programa de TV estadunidense American Idol em uma performance como membros da banda The Pips se apresentando com Gladys Knight (por meio de imagens de arquivo). Os três atores também realizaram posteriormente uma esquete no MTV Movie Awards de 2008, que apresentava os atores tentando criar um vídeo viral de sucesso para promover o filme, com resultados estranhos. Em setembro de 2008, Stiller e Downey compareceram ao Festival Internacional de Cinema de San Sebastián para promover o filme; foi mostrada uma exibição, que não foi escolhida para competir com os demais filmes do festival.
Entre abril de 2008 e o seu lançamento comercial em agosto de 2008, Tropic Thunder teve mais de 250 exibições promocionais. Em 3 de agosto de 2008, Stiller, Downey e Black visitaram Camp Pendleton, uma base do Corpo de Fuzileiros Navais dos Estados Unidos localizada na Califórnia, para apresentar uma exibição a mais de mil militares e suas famílias; após os atores chegarem ao local através de helicóptero e Humvees, uma exibição do filme foi feita em nome da United Service Organizations. Em 8 de agosto de 2008, um especial de ficção de trinta minutos do E! True Hollywood Story foi ao ar sobre a produção de Tropic Thunder. Nos videogames, uma caça ao tesouro temática foi incorporada ao Tom Clancy's Rainbow Six: Vegas 2, enquanto Stiller permitiu que sua imagem fosse usada no aplicativo online do Facebook num tema baseado no filme.
Como ligação para o lançamento do filme, a Paramount anunciou que iria comercializar a bebida energética conhecida no filme como "Booty Sweat". Michael Corcoran, presidente de produtos de consumo da Paramount, comentou sobre o lançamento: "Estamos muito entusiasmados, porque tem potencial para durar um bom tempo, muito além do filme". A bebida era vendida em livrarias universitárias, no site da Amazon e em outros varejistas.

### Sites falsos e mocumentários
Vários sites falsos foram criados para os personagens e alguns de seus papéis anteriores em filmes. Um site para "Simple Jack", um filme falso retratado dentro do filme, foi removido pela DreamWorks em 4 de agosto de 2008, devido a protestos de defensores de pessoas com deficiência. Além disso, outros sites promocionais foram criados para a "Make Pretty Skin Clinic", que é a empresa fictícia que realizou a cirurgia do personagem do filme Kirk Lazarus, junto com um portal online para o energético "Booty Sweat".
Em meados de julho de 2008, um trailer falso do mocumentário fictício "Rain of Madness" foi lançado. Este segue o co-roteirista Justin Theroux como um documentarista fictício chamado Jan Jürgen documentando os aspectos dos bastidores do filme dentro do filme. O mocumentário era uma paródia de Hearts of Darkness: A Filmmaker's Apocalypse. O marketing do falso documentário incluiu um pôster do filme e um site oficial antes do lançamento de Tropic Thunder. O mocumentário foi lançado na iTunes Store após o lançamento do filme e também foi incluído como bônus em seu lançamento em DVD. Amy Powell, executiva de publicidade da Paramount, refletiu sobre o momento do lançamento de "Madness": "Sempre pensamos que as pessoas estariam comentando sobre Tropic Thunder, e é por isso que decidimos lançar "Rain of Madness" duas semanas depois de Tropic Thunder: para manter esse burburinho positivo".

## Lançamento

### Teatral
Tropic Thunder realizou uma exibição antecipada na San Diego Comic-Con de 2008, duas semanas antes de sua estreia oficial em 11 de agosto de 2008, no Mann Village Theatre em Westwood, Los Angeles, e dois dias antes de seu lançamento amplo. Membros de vários grupos de direitos dos deficientes fizeram protestos contra o filme antes de sua estreia nos cinemas, repudiando a representação da deficiência intelectual mostrada no filme. Os grupos revelaram que foi a primeira vez que protestaram juntos em um evento. Como resultado do protesto, as vistas normalmente desobstruídas do tapete vermelho que conduz os atores e produtores à estreia foram bloqueadas por cercas de três metros de altura e houve um aumento no número de seguranças presentes. Nenhum protesto foi realizado na estreia do filme no Reino Unido em setembro.
O lançamento na América do Norte foi inicialmente agendado para 11 de julho de 2008, mas foi adiado até 15 de agosto, antes de ser antecipado para 13 de agosto. A data de lançamento em 13 de agosto também foi o fim de semana de abertura do filme de animação familiar Star Wars: The Clone Wars e do filme de terror Mirrors. Os estúdios consideram a terceira semana de agosto um período de desempenho mais fraco do que no início do verão, devido ao retorno dos alunos às escolas. Comédias anteriores com censura "R" da MPAA como The 40 Year-Old Virgin e Superbad foram lançadas em meados de agosto e tiveram um bom desempenho de bilheteria. Ao comentar a data de lançamento de Tropic Thunder, Rob Moore, então vice-presidente da Paramount Pictures, afirmou: "Para um jovem no final do verão, você quer se divertir e esquecer de voltar para a escola. Nada melhor do que um filme de comédia muito louco, não?".

### Mídia doméstica

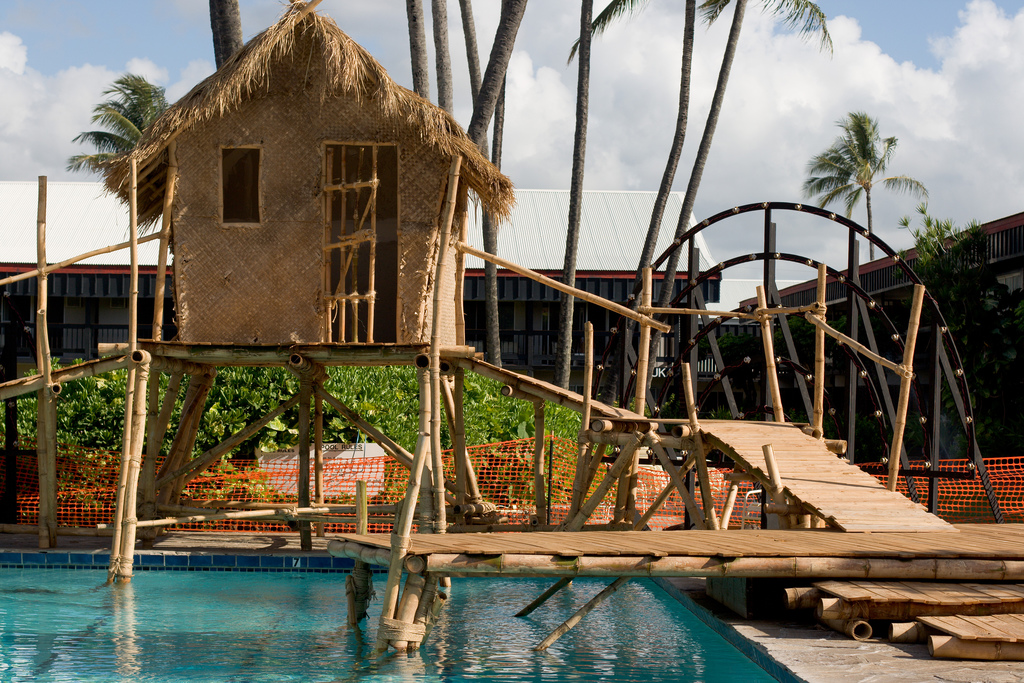
Este set de filmagem do Kauai foi usado para a cena do discurso "Vamos ser amigos" de Tugg Speedman

Tropic Thunder foi lançado nos Estados Unidos em DVD e Blu-ray em 18 de novembro de 2008, três meses após seu lançamento e uma semana após o término de sua exibição nos cinemas estadunidenses e canadenses. O filme foi lançado em home video em 26 de janeiro de 2009, no Reino Unido. Os bônus especiais incluem uma versão do filme sem classificação do diretor, que é doze minutos mais longa que o lançamento teatral, comentários em áudio (incluindo um com Stiller, Downey e Black, com Downey fornecendo seus comentários como Lincoln Osiris, numa referência para uma piada no filme que Lazarus nunca quebra o personagem até completar o comentário do DVD), cenas deletadas, o mocumentário fictício "Rain of Madness" e um final alternativo deste.
Na primeira semana de lançamento do filme em mídia doméstica, Tropic Thunder foi um dos filmes mais vendidos. Alcançou o segundo lugar na tabela de vendas do Nielsen VideoScan First Alert e na tabela de discos Blu-ray da Nielsen, ganhando US$ 19.064.959 (sem incluir as vendas de Blu-ray). Em aluguéis, ficou em primeiro lugar na tabela de aluguel de vídeos da Home Media Magazine. As vendas do DVD em 2008 totalizaram US$ 42.271.059, colocando o filme em 28º lugar em vendas de DVDs no ano. Em setembro de 2009, 2.963.000 unidades do DVD foram vendidas, obtendo uma receita de US$ 49.870.248.
Uma versão em Ultra HD Blu-ray masterizado com HDR Dolby Vision foi lançado pela empresa Kino Lorber.

## Recepção

### Desempenho comercial
Stacey Snider, então executiva-chefe da DreamWorks, sugeriu que o filme arrecadaria cerca de US$ 30 milhões em seu fim de semana de estreia e teria tanto sucesso quanto Borat! Cultural Learnings of America for Make Benefit Glorious Nation of Kazakhstan, que arrecadou US$ 129 milhões no Estados Unidos e Canadá e US$ 260 milhões em todo o mundo. The Dark Knight foi o filme número um nas bilheterias nas quatro semanas anteriores ao lançamento de Tropic Thunder nos cinemas. Bob Thompson, redator do National Post, especulou que o fim de semana de abertura de Tropic Thunder superaria The Dark Knight. Em uma lista compilada antes dos lançamentos de filmes do verão, a Entertainment Weekly previu que o filme seria o décimo filme de maior bilheteria do verão nas bilheterias americanas, com aproximadamente US$ 142,6 milhões de arrecadação estimada.
Tropic Thunder estreou em 3.319 cinemas e, nos primeiros cinco dias de lançamento nos Estados Unidos e no Canadá, arrecadou US$ 36.845.588. O filme ficou em primeiro lugar nas bilheterias do seu primeiro fim de semana com US$ 25.812.796, superando Star Wars: The Clone Wars e Mirrors, que estreou no mesmo fim de semana. Reagindo às receitas de abertura do filme, o porta-voz da DreamWorks, Chip Sullivan, afirmou: "Estamos emocionados, francamente. Aconteceu exatamente como esperávamos". Nos mercados estrangeiros, no fim de semana de estreia do filme, Tropic Thunder foi lançado em 418 cinemas na Rússia e em dezenove nos Emirados Árabes Unidos, ganhando US$ 2,2 milhões e US$ 319.000, respectivamente.
O filme manteve sua posição de número um nas bilheterias americanas e canadenses pelos dois finais de semana seguintes, tornando-se o segundo filme em 2008 (depois de The Dark Knight) a ocupar a primeira posição por mais de dois finais de semana consecutivos. O maior lançamento do filme foi em 3.473 cinemas, colocando-o entre os 25 maiores lançamentos nos Estados Unidos em 2008. Em 2008, Tropic Thunder foi o quinto filme doméstico de maior bilheteria com "classificação R" da MPAA. O faturamento bruto do filme nos Estados Unidos e Canadá de mais de US$ 110 milhões fez de Tropic Thunder o filme de maior sucesso comercial a ser dirigido por Ben Stiller. O filme teve uma receita bruta final de US$ 110.515.313 na América do Norte e US$ 85.187.498 nos mercados internacionais, totalizando US$ 195.702.811 em todo o mundo.

### Resposta da crítica
O site agregador de críticas cinematográficas Rotten Tomatoes dá ao filme uma classificação de 82% com base em 252 críticas e uma classificação média de 7,1/10; o consenso crítico do site diz: "Com sátira mordaz, muito humor subversivo e uma atuação inesquecível de Robert Downey Jr., Tropic Thunder é uma comédia triunfante de final de verão". No Metacritic, outro agregador de resenhas online, o filme possui a pontuação 71/100 com base em 39 críticas, indicando "críticas geralmente favoráveis".
Depois de assistir a uma exibição da indústria em abril de 2008, Michael Cieply, do jornal The New York Times, afirmou que o filme estava "se tornando uma das melhores perspectivas [da DreamWorks] para o verão". Claudia Puig, do jornal USA Today, deu uma crítica positiva ao filme, escrevendo: "Há algumas cenas extremamente engraçadas, algumas pesadas e outras dispersas, com sátira humorística enfraquecida por uma violência exagerada. Ainda assim, quando é engraçado, mostra-se eficiente". Todd McCarthy, da revista Variety, foi mais negativo: "Além das reviravoltas cômicas surpreendentes de Robert Downey Jr. e Tom Cruise, no entanto, as travessuras aqui são muito tênues e redundantes [...]". Glenn Kenny, do website RogerEbert.com, mais tarde chamaria o filme de "intermitentemente divertido, mas totalmente presunçoso e odioso". Rick Groen, do The Globe and Mail, também deu uma crítica negativa ao filme, chamando-o de "[...] um ataque disfarçado de comédia; assisti-lo é como ser assaltado por um palhaço". J. R. Jones, crítico do Chicago Reader, afirmou: "O resto do filme nunca corresponde à hilaridade da abertura, em parte porque a produção em grande escala sufoca as piadas, mas principalmente porque essas piadas são muito fáceis de sufocar". Roger Ebert, em sua crítica para o jornal Chicago Sun-Times, deu ao filme três estrelas e meia de quatro e escreveu: "O filme é, posso dizer, consideravelmente melhor do que o filme anterior de Stiller, Zoolander (2001). É o tipo de comédia de verão que dá certo e faz muita gente rir, mesmo depois de lançado em vídeo".
Os falsos trailers antes do filme também receberam críticas mistas. David Ansen, da revista Newsweek, os aprovou escrevendo "Tropic Thunder é o filme mais engraçado do verão. É tão engraçado, na verdade, que você começa a rir antes mesmo do filme começar". Christy Lemire, escrevendo para a Associated Press, chamou os trailers de "[...] a melhor parte do filme inteiro". Robert Wilonsky, do extinto The Village Voice foi mais crítico, dizendo que a comédia dos trailers "[...] reside na terra da risada óbvia e fácil".
Downey, Stiller, Black e Cruise foram repetidamente elogiados por vários críticos, muitos alegando que eles "roubaram a cena", que eram "[...] hilários fora das paradas [...]" e trariam aos espectadores "[...] as melhores lembranças de seus trabalhos anteriores". Scott Feinberg, do Los Angeles Times, criticou o conceito da representação de Downey de um afro-americano, escrevendo "Eu simplesmente não consigo imaginar nenhuma circunstância sob a qual uma performance de blackface seria aceitável, assim como não posso imaginar qualquer circunstância sob a qual o uso da palavra N seria aceitável". Sara Vilkomerson disse que Cruise fez "uma performance de apoio surpreendentemente engraçada". Logan Hill, da New York, argumentou contra a participação especial de Cruise, dizendo que "[a atuação] apenas o faz parecer um pouco perdido e quase patético, zombando e brincando, tentando atrair os espectadores mais jovens que o estão abandonando".
Vários críticos também comentaram a polêmica sobre as falas do filme que falam sobre deficientes mentais. Duane Dudek, do Milwaukee Journal Sentinel, escreveu que o filme "é bom o suficiente para ofender. E embora também seja engraçado, não tem empatia ou compaixão que nos faça pensar por que estamos rindo". Christian Toto do The Washington Times argumentou contra a oposição: "Tropic Thunder está atraindo críticas de grupos de interesses especiais por seu uso frequente da palavra 'retardado', mas o público exigente saberá onde o humor é direcionado. E eles estarão rindo demais para se ofenderem".

### Prêmios e indicações
"É tão engraçado para mim que o papel seja de um cara que é um idiota em busca do Oscar. Toda a sua motivação é o Oscar... Ironia é sinônimo de praticamente tudo o que está acontecendo".

—Robert Downey Jr. comentando sobre sua indicação ao Oscar por sua interpretação de Kirk Lazarus.
Em outubro de 2008, a Paramount optou por utilizar partes dos lucros de Tropic Thunder para arrecadação de fundos para uma campanha que visava nomear Robert Downey Jr. para uma indicação ao Óscar. Em uma edição de novembro de 2008 da Entertainment Weekly, o papel de Downey Jr. como Kirk Lazarus foi considerado um dos três candidatos ao Óscar de Melhor Ator Coadjuvante. Como forma de estender o "universo" do filme dentro de um filme para a vida real, foram produzidos dois anúncios online intitulados "For Your Consideration" promovendo o personagem de Downey, Kirk Lazarus, para a premiação de Melhor Ator Coadjuvante; um deles contém "cenas" do fictício filme "Satan's Alley" que não estavam no trailer lançado nos cinemas. Em 22 de janeiro de 2009, a Academia de Artes e Ciências Cinematográficas confirmou a nomeação de Downey para a categoria de Melhor Ator Coadjuvante. Na 81ª edição do Óscar, Downey perdeu a estatueta para Heath Ledger, que ganhou postumamente por seu papel como Coringa em The Dark Knight.
Com o início da temporada anual de premiações de filmes de Hollywood no final de 2008, Tropic Thunder começou a receber indicações e prêmios, começando com a vitória no "Prêmio de Comédia do Ano de Hollywood" durante o 12º Festival de Cinema de Hollywood em 27 de outubro de 2008. O filme foi indicado para Melhor Filme, Comédia ou Musical, pelo Satellite Awards; além desses, Downey também foi indicado para Melhor Ator Coadjuvante na mesma cerimônia. A Critics Choice Association nomeou Downey para a sua categoria de Melhor Ator Coadjuvante e premiou Tropic Thunder como Melhor Filme de Comédia do ano. Tanto Downey quanto Tom Cruise receberam indicações da Associação de Imprensa Estrangeira de Hollywood para o Globo de Ouro de Melhor Ator Coadjuvante. A Sociedade de Críticos de Cinema de Boston reconheceu o elenco do filme com o prêmio de Melhor Conjunto. Downey também recebeu nomeações do Screen Actors Guild e da British Academy of Film and Television Arts (BAFTA) para os seus respectivos prêmios de Melhor Ator Coadjuvante.
Em janeiro de 2009, a Entertainment Weekly incluiu Tropic Thunder em sua lista das "25 Grandes Comédias dos Últimos 25 Anos" por sua "espetada certeira em Hollywood". O filme também apareceu em dez listas de melhores filmes de 2008 de vários críticos. O escritor Stephen King considerou-o o quarto melhor filme do ano, chamando Tropic Thunder de "a comédia mais engraçada e ousada do ano". Marc Mohan, do jornal The Oregonian, classificou o filme em sexto lugar, enquanto vários críticos o colocaram em sétimo (como Elizabeth Weitzman do New York Daily News, Mike Russell do The Oregonian e Peter Hartlaub do San Francisco Chronicle). David Ansen da revista Newsweek colocou o filme em oitavo lugar e Lisa Schwarzbaum da Entertainment Weekly incluiu o filme na décima posição.

## Controvérsias

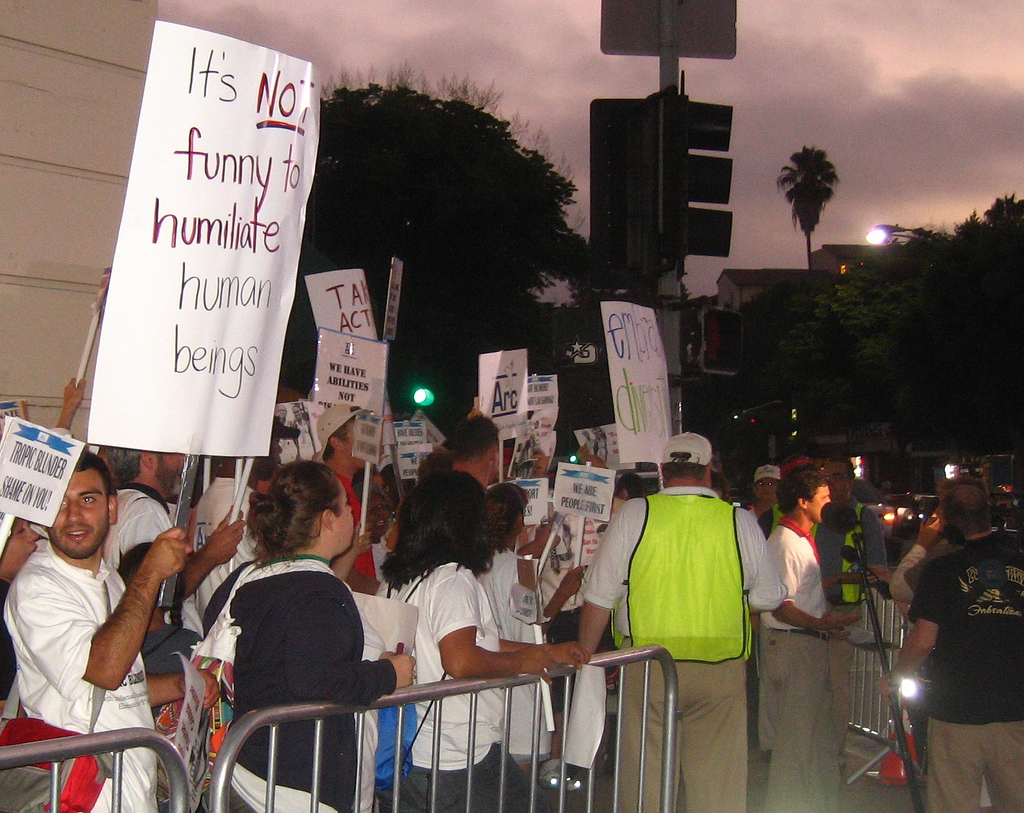
Um grupo protestando contra o filme em 11 de agosto de 2008

Tropic Thunder foi criticado pela comunidade de defesa das pessoas com deficiência. O site do fictício filme "Simple Jack" foi retirado do ar em 4 de agosto de 2008 em meio às preocupações de vários grupos sobre a representação da deficiência intelectual mostrada no filme. Um porta-voz da DreamWorks disse: "Ouvimos suas preocupações e entendemos que, fora do contexto, o site parecia ser insensível às pessoas com deficiência". Uma coalizão de mais de vinte grupos de defesa da deficiência, incluindo a Special Olympics e o Arc of the United States, se opôs ao uso repetido da palavra "retardado" no filme. A DreamWorks se ofereceu para exibir o filme para os grupos em 8 de agosto daquele ano para determinar se ainda os ofendia. A exibição foi adiada para o mesmo dia da estreia, em 11 de agosto. Depois que representantes dos grupos compareceram à exibição privada e ainda ficaram ofendidos com seu conteúdo, os grupos continuaram a fazer protestos durante a estreia do filme. Timothy Shriver, presidente da Special Olympics, declarou: "Esta população luta muito com o básico para ter que lutar contra Hollywood. Estamos enviando uma mensagem de que este discurso de ódio não é mais aceitável".
Grupos representantes de deficientes mentais e outras pessoas que assistiram ao filme relataram que o tratamento ofensivo de indivíduos com deficiência mental estava presente em toda a trama do filme. Os defensores dos deficientes instaram as pessoas a não verem o filme, alegando que Tropic Thunder era humilhante para os indivíduos com deficiência mental e encorajaria a prática do bullying. Stiller defendeu o filme, afirmando: "Nós exibimos o filme tantas vezes e isso só apareceu muito tarde... No contexto do filme eu acho que está muito claro, eles [os personagens] estavam zombando dos atores que tentam usar assuntos sérios para ganhar prêmios". O co-escritor Etan Cohen defendeu o raciocínio de Stiller: "Algumas pessoas interpretaram isso como uma zombaria de pessoas com deficiência, mas estamos realmente tentando zombar dos atores que usam este material como alimento para receber aclamação"; Cohen prosseguiu afirmando que o filme satiriza atores que retratam personagens com deficiência intelectual ou autistas, como Dustin Hoffman em Rain Man, Tom Hanks em Forrest Gump e Sean Penn em I Am Sam.
Um porta-voz da DreamWorks não respondeu diretamente às críticas, alegando que Tropic Thunder "é uma comédia censurada que satiriza Hollywood e seus excessos" e "define seu ponto de vista apresentando personagens inadequados e exagerados em situações ridículas". Como resultado dos protestos, o esquema de publicidade do filme foi alterado, mas nenhuma das cenas do filme foi editada como resultado da oposição. Em resposta à polêmica, a versão do diretor do DVD (mas não do Blu-ray) inclui um anúncio de serviço público nos bônus especiais que desencoraja o uso da palavra "retardado" pelo público.
Outro aspecto que atraiu atenção e críticas antes do lançamento do filme depois foi de Downey Jr. interpretar um papel de um ator australiano branco que usa blackface como parte de seu método de interpretar o papel de um homem afro-americano. O ator respondeu as críticas afirmando que o intuito de se usar blackface no filme foi justamente para mostrar o quão errado isso é. Outros críticos apontaram que o erro do blackface em Tropic Thunder é abordado dentro do próprio filme por um verdadeiro afro-americano e que o clímax do filme está relacionado ao abandono de seu método de atuação por Downey Jr.; dessa forma, o filme zomba, em vez de "abraçar", tanto o blackface quanto as coisas extremas e ridículas que os atores às vezes fazem em seus papéis.
Alguns alegaram que a caracterização do filme (e a representação do ator não-judeu Tom Cruise) do personagem judeu Les Grossman é anti-semita. Além de seu nome judaico, o personagem Grossman também faz referência ao feriado judaico do Purim. Os críticos também se referiram à performance de Cruise como "Jewface" já em 2008, chamando-a de "vulgar" e "exploradora"; outros, no entanto, incluindo o jornal judaico St. Louis Jewish Light, observou que o "Jewface" do filme "não está nem perto de ser uma blackface ou algo equivalente". Cruise foi o grande responsável pela forma final que Grossman assumiu, incluindo usá-lo como um vilão adicional, pela pilosidade do personagem e pelas "mãos gordas".
Em fevereiro de 2023, Ben Stiller defendeu Tropic Thunder em sua conta no Twitter, afirmando que "não tinha desculpas" e que estava "orgulhoso dele e do trabalho que todos fizeram nele". A defesa de Stiller foi uma resposta a um fã do filme que sugeriu que o primeiro parasse de se desculpar por ter feito o filme à luz da cultura do cancelamento que surgiu no final da década de 2010 e início da década de 2020.

## Música e trilha sonora
As músicas e a trilha sonora de Tropic Thunder foram lançadas em 5 de agosto de 2008, uma semana antes do lançamento do filme nos cinemas. A trilha sonora foi composta por Theodore Shapiro e interpretada pela Hollywood Studio Symphony. William Ruhlmann, crítico musical do AllMusic, deu uma crítica positiva à trilha sonora, afirmando que é "uma sátira afetuosa e conhecedora da história da música dos filmes de ação de Hollywood escrita por uma pessoa de lá". Thomas Simpson, do Soundtrack.Net, a chamou de "uma mistura de diversão, seriedade, rock n' roll e ótima trilha sonora".
Cinco músicas ("Cum On Feel the Noize" de Quiet Riot; "Sympathy for the Devil" dos Rolling Stones; "For What It's Worth" de Buffalo Springfield; "Low" de Flo Rida e T-Pain; e "Get Back" de Ludacris) não estiveram presentes no álbum das músicas do filme, embora aparecerem no longa. A trilha sonora traz músicas de The Temptations, MC Hammer, Creedence Clearwater Revival, Edwin Starr e outros artistas. A trilha sonora estreou em 20º lugar na lista de melhores trilhas sonoras da Billboard e alcançou a 39ª posição em sua lista de melhores álbuns independentes.
| Track listing |                                                            |                              |         |  |
| N.º           | Título                                                     | Artist                       | Duração |  |
| 1.            | "Name of the Game" (The Crystal Method's Big Ass T.T. Mix) | The Crystal Method           | 5:11    |  |
| 2.            | "Ball of Confusion (That's What the World Is Today)"       | The Temptations              | 4:08    |  |
| 3.            | "Run Through the Jungle"                                   | Creedence Clearwater Revival | 3:05    |  |
| 4.            | "Sadeness"                                                 | Enigma                       | 4:13    |  |
| 5.            | "U Can't Touch This"                                       | MC Hammer                    | 4:14    |  |
| 6.            | "Ready Set Go"                                             | Ben Gidsjoy                  | 5:00    |  |
| 7.            | "I Just Want to Celebrate"                                 | The Mooney Suzuki            | 3:51    |  |
| 8.            | "I'd Love to Change the World"                             | Ten Years After              | 3:43    |  |
| 9.            | "The Pusher"                                               | Steppenwolf                  | 5:48    |  |
| 10.           | "Movin' on Up"                                             | Ja'net DuBois                | 1:08    |  |
| 11.           | "Frankenstein"                                             | The Edgar Winter Group       | 4:45    |  |
| 12.           | "Sometimes When We Touch"                                  | Dan Hill                     | 4:08    |  |
| 13.           | "War"                                                      | Edwin Starr                  | 4:08    |  |
| 14.           | "I Love Tha Pussy"                                         | Brandon T. Jackson           | 3:23    |  |
| 15.           | "Get Back"                                                 | Ludacris                     | 4:34    |  |

## Possível spin-off
Tom Cruise reviveu seu personagem Les Grossman durante a cerimônia do MTV Movie Awards de 2010. Um filme spin-off centrado em Grossman foi anunciado em 2010 com o roteiro sendo escrito por Michael Bacall. Em 2012, Bacall disse que o filme exploraria a origem dos problemas de raiva de Grossman. Em 2022, Cruise e seu colaborador frequente Christopher McQuarrie alegaram que estavam desenvolvendo o spin-off, embora, até a altura, não decidiram se Grossman será o protagonista ou um personagem coadjuvante.